# Square de Robiac
Le square de Robiac est une voie du 7e arrondissement de Paris, en France.

## Situation et accès
Le square de Robiac est une voie publique située dans le 7e arrondissement de Paris. Il débute au 192, rue de Grenelle et se termine en impasse.
Le quartier est desservi par la ligne 8 aux stations École Militaire et La Tour-Maubourg.

## Origine du nom
Cette voie fait référence à la commune de Robiac, dans le département du Gard.

## Historique
Ce square ouvert en 1923 est classé dans la voirie de Paris par un arrêté du 15 février 1966.

## Bâtiments remarquables et lieux de mémoire
- No 2 : l’écrivain irlandais James Joyce (1882-1941) a habité à cette adresse de 1925 à 1931[1].